# Саласар, Хорхе
Хорхе Саласар Аргуэльо (исп. Jorge Salazar Argüello; 8 сентября 1939, Манагуа — 17 ноября 1980, Эль-Крусеро) — никарагуанский предприниматель, общественный деятель и политик, председатель Союза сельскохозяйственных производителей Никарагуа, вице-председатель Верховного совета частного предпринимательства. Создавал политическую оппозицию правящему СФНО. Убит сандинистской спецслужбой. После смерти стал символом антисандинистской борьбы.

## Бизнес и политические конфликты
Родился в семье офицера Национальной гвардии, после отставки занявшегося бизнесом. Унаследовал семейное предприятие по выращиванию кофе и горный курорт Санта Мария де Остума в департаменте Матагальпа. Высшее образование получил в вузах США и Бразилии.
По воспоминаниям близких, Хорхе Саласар был противником диктаторского режима Анастасио Сомосы и первоначально поддерживал Сандинистскую революцию.
После свержения Сомосы в 1979 году режим СФНО взял курс на коллективизацию и огосударствление экономики, в том числе аграрного сектора. Основными проводниками коммунистических тенденций в сандинистском руководстве являлись министр внутренних дел Томас Борхе и начальник службы госбезопасности DGSE Ленин Серна. Хорхе Саласар был противником этой политики, но считал допустимыми только мирные и легальные методы борьбы.

## Убийство оппозиционера
Хорхе Саласар возглавлял Союз сельскохозяйственных производителей Никарагуа (UPANIC) и являлся ключевой фигурой в Верховном совете частного предпринимательства (COSEP). По его инициативе в Матагальпе и северных районах Селаи создавались объединения предпринимателей-кофепроизводителей, противостоящие организациям СФНО. Считается, что к середине 1980 года он установил контакт с оппозиционно настроенными офицерами сандинистской армии. Эта деятельность стала вызывать серьёзные опасения властей.
17 ноября 1980 года Хорхе Саласар был убит агентами DGSE. Предполагается, что санкцию на убийство дали Борхе и Серна. Власти в принципе не отрицали своей ответственности, утверждая лишь, будто Саласар оказывал сопротивление.

## Символ контрас
Убийство Хорхе Саласара стало важной политической вехой и имело далеко идущие последствия. Было продемонстрировано, что сандинистский режим не допустит легальной оппозиции и намерен жёстко пресекать такого рода попытки. Произошёл окончательный разрыв между правящими сандинистами и предпринимательскими кругами, представители COSEP покинули органы власти.
Сторонники насильственных методов борьбы против СФНО во главе с Энрике Бермудесом, Адольфо Калеро и Аристидесом Санчесом получили сильный довод в подкрепление своей позиции. Несколько месяцев спустя единомышленники Саласара учредили в эмиграции Никарагуанские демократические силы (FDN), которые развернули вооружённую борьбу, переросшую в гражданскую войну.
Вдова Хорхе Саласара — Лусия Амада Карденаль — состояла в руководстве FDN. Именем Хорхе Саласара были названы крупные воинские соединения контрас, одним из которых командовал Исраэль Галеано. Предприниматель и общественный активист, убитый сандинистами, превратился в культовую фигуру никарагуанской вооружённой оппозиции.

## Память
18 октября 1984 года, ещё при сандинистском правительстве, COSEP объявил 8 сентября — день рождения Хорхе Саласара — Днём частного предпринимательства. После смены власти в Никарагуа в 1990 году эта дата стала широко отмечаться. 16 июля 2004 года президент Никарагуа Энрике Боланьос подписал указ, провозглашающий 8 сентября Днём никарагуанского предпринимателя.

Саласар Аргуэльо отдал жизнь, защищая свободу предпринимательства и демократию в Никарагуа. Он остаётся символом никарагуанского бизнеса. В этот день COSEP подтверждает свою приверженность свободе союзов, свободе торговли, свободе передвижения и свободе выражения мнений — краеугольным камням демократической системы, обеспечивающей экономическое и социальное развитие нации.

Заявление COSEP к 33-й годовщине смерти Хорхе Саласара, 17 ноября 2013 года

Лусия Амада Карденаль Саласар в 1990-х была консулом Никарагуа в Майами. Хорхе Саласар-младший занимал пост министра по охране окружающей среды и природных ресурсов, Лусия Саласар-младшая — министра туризма.